# Sionstoner (1935)
Sionstoner var en sångbok utgiven 1935 av Evangeliska Fosterlandsstiftelsen (EFS). Under nästan 100 år, från 1889 till 1986, hette EFS:s huvudsångböcker just Sionstoner. Sionstoner 1935 skulle till funktionen kunna kallas psalmbok, men var inte avsedd att ersätta den svenska psalmboken utan att komplettera den med ett bredare urval av väckelsesånger. 
Upplagan 1935 föregicks av en utgåva som gavs ut 1906 som ett tillägg till Sionstoner 1889. Tillägget 1906 innehöll 250 sånger, många hämtade från den svenska psalmboken. Vid revideringen 1935 behölls antalet sånger (550+250), men sångbokens två delar arbetades samman till en helhet. Åtskilliga äldre sånger byttes också ut. Eftersom man inte inväntade resultatet av Svenska kyrkans psalmboksarbete, det vill säga 1937 års psalmbok, uppstod många textmässiga olikheter jämfört med den officiella psalmboken.
Sionstoner utkom både som sångbok (551 sidor) och med noter under titeln Musik till Sionstoner (724 sidor). Det sammanställdes även ett Versregister till Sionstoner(1937, 90 sidor) och Oscar Feldt utgav ett verk om Psalm- och sångförfattare i Sionstoner. (1944, 322 sidor).
Denna sångbok ersattes 1972 av Sionstoner 1972, men användes ytterligare nästan 40 år inom Evangelisk-Luthersk Samling i Västerbotten.

## Inledning och bön
- 1 Herren, vår Gud, är en konung Finns på Wikisource.
- 2 Jag lyfter mina händer Finns på Wikisource.
- 3 Hur ljuvt det är att komma Finns på Wikisource.
- 4 Kom, huldaste förbarmare Finns på Wikisource.
- 5 O, huru ljuvlig är
- 6 Kom till högtid Finns på Wikisource.
- 7 O Gud, all sannings källa Finns på Wikisource.
- 8 Mitt hjärta, fröjda dig Finns på Wikisource.
- 9 O gode Ande, led du mig Finns på Wikisource.
- 10 Så låt oss öppna snart Finns på Wikisource.
- 11 Giv oss, o Gud, din Ande god
- 12 Helige Fader, kom och var oss nära Finns på Wikisource.
- 13 Hit, o Jesu, samlas vi Finns på Wikisource.
- 14 O Jesu Krist, dig till oss vänd Finns på Wikisource.
- 15 Herre, dig i nåd förbarma Finns på Wikisource.
- 16 O Gud, det är en hjärtans tröst Finns på Wikisource.
- 17 För Jesu pina Finns på Wikisource.
- 18 Låt din Andes morgonstrimma
- 19 O Helige Ande, kom neder
- 20 Helge Ande, kom att vara
- 21 O, att den elden redan brunne Finns på Wikisource.
- 22 Från när och fjärran höra vi
- 23 Herre, samla oss nu alla Finns på Wikisource.
- 24 Ack, Herre Jesus, var oss nära
- 25 O Fader vår, barmhärtig, god Finns på Wikisource.
- 26 Giv oss än en nådestund, o Jesus
- 27 Ack, saliga stunder
- 28 Käre Herre, tala
- 29 Jesus, öppna du vårt öra
- 30 Här samlas vi omkring ditt ord
- 31 Gode herde, led och bär oss Finns på Wikisource.
- 32 Tack, o Jesus, för det rika bordet Finns på Wikisource.
- 33 Djupa, stilla, starka, milda
- 34 Fader vår, som är i himlen
- 35 Gå och tala om för Jesus
- 36 Då med det helga Fader vår Finns på Wikisource.
- 37 Herre Jesus, när du sade
- 38 Fader, vi bedja dig
- 39 Tack, o Jesus, för det dyra
- 40 Gud, jag hör, hur torra länder Finns på Wikisource.
- 41 Här komma vi nu åter på dina egna ord
- 42 Jesus kär, gå ej förbi mig Finns på Wikisource.
- 43 Skurar av nåd skola falla Finns på Wikisource.
- 44 Helige Fader, böj ditt öra neder Finns på Wikisource.
- 45 Konung och Präst, träd in i denna skara
- 46 Omkring ditt ord, o Jesus
- 47 Herre, låt ingenting binda de vingar

## Guds lov
- 48 Vår Gud är oss en väldig borg Finns på Wikisource.
- 49 Hela världen fröjdes Herran Finns på Wikisource.
- 50 Nu tacken Gud, allt folk Finns på Wikisource.
- 51 Höga majestät Finns på Wikisource.
- 52 Dig skall ditt Sion sjunga Finns på Wikisource.
- 53 Allena Gud i himmelrik Finns på Wikisource.
- 54 Vi lova dig, o store Gud Finns på Wikisource.
- 55 Lova vill jag Herran, Herran Finns på Wikisource.
- 56 Ditt namn, o Gud, jag lova vill Finns på Wikisource.
- 57 Loven Gud i himmelshöjd Finns på Wikisource.
- 58 O du ärans konung Finns på Wikisource.
- 59 Låtom oss sjunga, sjunga om
- 60 O, må Jesussången klinga
- 61 O Herre, över allting stor
- 62 O må vi Herrens godhet högt beprisa
- 63 Evigt stor i makt och ära
- 64 Jag kan icke räkna dem alla Finns på Wikisource.
- 65 Jag sjunga vill om Jesus
- 66 Upp, alla verk, som Herren gjort Finns på Wikisource.
- 67 Upp, min själ, att Herren lova
- 68 O, att jag tusen tungor hade
- 69 Pris ske dig, Herre och konung för konungar alla
- 70 Lovsägen Herren, ty underlig ting han utförer
- 71 Herre, allsmäktig Gud
- 72 Min sång skall bli om Jesus Finns på Wikisource.
- 73 Min själ, upp att lovsjunga Herren
- 74 Stäm in i änglars kor
- 75 Min själ berömmer Gud med fröjd
- 76 Vår Gud är stor Finns på Wikisource.
- 77 Min själ skall lova Herran Finns på Wikisource.
- 78 Tack, o Gud, för vad som varit Finns på Wikisource.
- 79 Vem är en sådan Gud som vår Finns på Wikisource.
- 80 Den himmelska lovsång har rikare toner Finns på Wikisource.
- 81 Högtlovat vare Jesu namn Finns på Wikisource.
- 82 Helig, helig, helig
- 83 Dig, himmelske Fader, vi prisa
- 84 Gud trefaldig, statt oss bi Finns på Wikisource.

## Frälsningens grund i Guds kärlek och förverkligande genom Kristus
- 85 Så älskade Gud världen all Finns på Wikisource.
- 86 Allt vad oss Adam i fallet ådragit Finns på Wikisource.
- 87 Var man må nu väl glädja sig Finns på Wikisource.
- 88 Salig, salig den som kände Finns på Wikisource.
- 89 O Jesu Krist, som mandom tog Finns på Wikisource.
- 90 Förlossningen är vunnen
- 91 Gud har av sin barmhärtighet Finns på Wikisource.
- 92 När världens hopp förtvinat stod
- 93 Så högt har Gud, oss till stor fröjd
- 94 Vänligt över jorden glänser
- 95 Gud är kärlek och skall bliva
- 96 Dig, Herre Gud, är ingen Finns på Wikisource.
- 97 En, ack, en allena
- 98 Gud älskar utan like
- 99 Kärlek från vår Gud Finns på Wikisource.
- 100 Så älskar Gud Finns på Wikisource.
- 101 O Jesus, jag häpnar för kärleken stora Finns på Wikisource.
- 102 Säg mig den gamla sanning
- 103 Vi sökte väl ro och vi sökte väl frid
- 104 Den skönaste ros har jag funnit
- 105 Jag nu den pärlan funnit har Finns på Wikisource.
- 106 En vän framför andra, min Frälsare huld
- 107 Jag har en vän, så huld, så mild, så tålig
- 108 Jesus, uti dig jag äger
- 109 Min vän är ljuv, min vän är mild
- 110 Gud ske lov, min vän han blivit
- 111 Jag har en vän, som aldrig sviker
- 112 Se, Jesus är ett tröstrikt namn Finns på Wikisource.
- 113 Hur ljuvligt klingar Jesu namn Finns på Wikisource.
- 114 Det dyra namnet Jesus Finns på Wikisource.
- 115 Jag vet ett namn så dyrt och kärt Finns på Wikisource.
- 116 Jesus! Jesus! O, det ordet
- 117 Jesus är det namn, som bringar
- 118 O Jesus, ditt namn är ett fäste i nöden
- 119 O Jesus, hur ljuvt är ditt namn Finns på Wikisource.
- 120 O Jesus kär, min salighetsklippa
- 121 Om någon mig utspörja vill
- 122 Jesus är klippan, på vilken jag bygger
- 123 Stilla, ljuvlig, underbar
- 124 Klippa, du som brast för mig Finns på Wikisource.
- 125 Här en källa rinner Finns på Wikisource.
- 126 Jesus, livets källa
- 127 En Fader oss förenar Finns på Wikisource.
- 128 Dig, Jesu, vill jag prisa
- 129 Lovsjungom Herren Jesu kärlek
- 130 Jag prisa vill den stora kärlek
- 131 Vem älskar väl som Jesus
- 132 Jesus, Frälsare, jag vilar
- 133 Som Farao med all sin här
- 134 Så hav nu, själ, ett muntert sinne
- 135 Vi hava i himlen en överstepräst Finns på Wikisource.
- 136 Det är så gott att om Jesus sjunga Finns på Wikisource.
- 137 Håll dig till Jesus, ängsliga själ
- 138 Jag bär min synd till Jesus
- 139 I kristna vänner alla
- 140 Du arme pilgrim, fördömd av lagen
- 141 Det är så tryggt att vara

## Kyrkoårets högtider

### Advent
- 142 Bereden väg för Herran Finns på Wikisource.
- 143 Gläd dig, du Kristi brud Finns på Wikisource.
- 144 Gör porten hög, gör dörren bred Finns på Wikisource.
- 145 Hosianna, Davids son Finns på Wikisource.
- 146 Jerusalem, häv upp din röst Finns på Wikisource.
- 147 Din Konung kommer, Sion, träd
- 148 Det susar genom livets strid
- 149 Gå, Sion, din konung att möta Finns på Wikisource.

### Jul
- 150 Hell dig, julafton, härliga, klara
- 151 Var hälsad, sköna morgonstund Finns på Wikisource.
- 152 Se, natten flyr för dagens fröjd Finns på Wikisource.
- 153 Av himlens höjd oss kommet är Finns på Wikisource.
- 154 Ett barn är oss fött och en son är oss given
- 155 Julen nu åter är inne
- 156 Stilla natt, heliga natt Finns på Wikisource.
- 157 O helga natt Finns på Wikisource.
- 158 Till Betlehem mitt hjärta
- 159 Herren av himlen är kommen till jorden Finns på Wikisource.
- 160 Ett barn i dag är oss givet
- 161 När juldagsmorgon glimmar Finns på Wikisource.
- 162 Hell, morgonstjärna, mild och ren
- 163 Ära vare Gud i höjden
- 164 Det är en ros utsprungen Finns på Wikisource.
- 165 O du saliga, o du heliga Finns på Wikisource.
- 166 Nu evigt väl

### Nyår
- 167 Låt ditt ansikte gå för oss
- 168 Huru hastigt de fly, våra dagar och år
- 169 Giv, o Jesu, fröjd och lycka
- 170 Jag vet icke, vad mig skall möta
- 171 O Jesus, i ditt dyra namn
- 172 Du vår enda tröst och ära
- 173 Vår tid är ganska flyktig här

### Trettondedagen
- 174 Nu segrar alla trognas hopp Finns på Wikisource.
- 175 Statt upp, o Sion, och lovsjung Finns på Wikisource.
- 176 En stjärna gick på himlen fram Finns på Wikisource.
- 177 Gläd dig, Salem, natten dagas
- 178 Underbar en stjärna blid

### Passionstiden
- 179 Du går, Guds Lamm, du milda Finns på Wikisource.
- 180 Det går från örtagården Finns på Wikisource.
- 181 Den stunden i Getsemane Finns på Wikisource.
- 182 Den natten, då jag förråddes
- 183 Du bar ditt kors, o Jesu mild Finns på Wikisource.
- 184 Jesu, lär mig rätt betänka
- 185 Jesu, du mitt liv, min hälsa Finns på Wikisource.
- 186 Jesu, djupa såren dina
- 187 Skåder, skåder nu här alle
- 188 O du vår Herre Jesu Krist
- 189 Guds rena Lamm oskyldig Finns på Wikisource.
- 190 Vi tacka dig, o Jesu god Finns på Wikisource.
- 191 O huvud, blodigt, sårat Finns på Wikisource.
- 192 Jesus för världen givit sitt liv Finns på Wikisource.
- 193 Han på korset, han allena Finns på Wikisource.
- 194 Svinga dig, min ande, opp Finns på Wikisource.
- 195 Vem är den man som givit sig
- 196 Välsignad den dagen
- 197 Min blodige konung på korsträdets stam Finns på Wikisource.
- 198 Vid Jesu kors det dyra
- 199 Korsets väg vi se dig gå
- 200 Till korsets skugga vill jag fly
- 201 Det skedde för mig Finns på Wikisource.
- 202 Från Frälsaren på korsets stam Finns på Wikisource.
- 203 Sitta under korsets stam
- 204 Hör hur sabbatsklockan tonar
- 205 På Golgata min Jesus tog
- 206 Det är så gott att få
- 207 Tack vare dig, o Jesu kär
- 208 Vad ljus över griften Finns på Wikisource.
- 209 Nu kommen är vår påskafröjd Finns på Wikisource.
- 210 Du segern oss förkunnar
- 211 Upp, min tunga, att lovsjunga
- 212 Sig fröjde nu var kristen man
- 213 Han lever! O min ande, känn Finns på Wikisource.
- 214 Låt oss nu Jesus prisa
- 215 Denna är den stora dagen
- 216 Vid gryende dag
- 217 Uppstånden är Kristus! Gudomliga liv Finns på Wikisource.
- 218 Se, döden är dödad och livet står opp
- 219 Kristus är uppstånden, fröjda dig, min själ
- 220 Han är uppstånden, Frälsaren
- 221 Kristus lever, underbara ord
- 222 Vak upp, ty solen fram har gått
- 223 Upp, mitt hjärta, upp, min tunga
- 224 Pilgrim, säg mig, var är graven

### Kristi himmelsfärdsdag
- 225 Till härlighetens land igen Finns på Wikisource.
- 226 Du Kristi dyra, köpta hjord
- 227 Jesus, som farit dit upp till Guds himmel
- 228 Lova Gud, min själ, min tunga

### Pingst
- 229 Helige Ande, sanningens Ande
- 230 Kom, helge Ande, Herre Gud Finns på Wikisource.
- 231 Ande, full av nåde
- 232 Kom, helge Ande, till mig in
- 233 Helge Ande ljuva
- 234 Giv oss en pingstdag, Herre
- 235 Kom till oss, du himmelska duva
- 236 När mitt hjärta fruktar sig
- 237 O kom, du nådens Helge And'
- 238 Nu är det pingst
- 239 Helge Ande, sänk dig neder

### Mikaelidagen
- 240 Gud låter sina trogna här Finns på Wikisource.

### Allhelgonadagen
- 241 Vem är den stora skaran där Finns på Wikisource.
- 242 Vilka äro dessa, som i snövit skrud
- 243 O se den stora, vita här
- 244 Vem är skaran, som syns glimma
- 245 I himlen inför Lammets stol

## Frälsningens tillämpning genom den Helige Ande

### Nådens medel: Ordet
- 246 Vad helst här i världen bedrövar min själ Finns på Wikisource.
- 247 En dyr klenod, en klar och ren Finns på Wikisource.
- 248 Vad är den kraft, vad är den makt
- 249 Framfaren är natten Finns på Wikisource.
- 250 Helga bibel, Herrens ord
- 251 O människa, det är dig sagt Finns på Wikisource.
- 252 Det är ett fast ord Finns på Wikisource.
- 253 Pris vare dig, o Jesus huld
- 254 Hav tack, käre Jesus
- 255 Se Herrens ord är rent och klart
- 256 Ditt ord är i vår nöd och sorg Finns på Wikisource. vers 8,9 av nr 120 1819 Ack, bliv hos oss, o Jesu Krist
- 257 Vida kring jorden

### Nådens medel: Dopet
- 258 Jesu, du, som i din famn
- 259 Vår Gud och Fader, hör vår bön
- 260 O Gud, som oss din fadersfamn
- 261 Glad jag städse vill bekänna
- 262 Ned till Jordan i stillhet drog

### Nådens medel: Nattvarden
- 263 O Jesu, än de dina Finns på Wikisource.
- 264 Vad röst, vad ljuvlig röst jag hör
- 265 Vår Herres Jesu Kristi död Finns på Wikisource.
- 266 Du livets bröd, o Jesu Krist
- 267 Jag vill i denna stund
- 268 O du som för vår frälsnings skull
- 269 Hur kan och skall jag dig
- 270 I ditt förbund i denna stund
- 271 O, hav tröst, mitt sorgsna sinne

### Nådens ordning: Väckelse och omvändelse
- 272 Ingen hinner fram till den eviga ron Finns på Wikisource.
- 273 Till den himmel, som blir allas (1819 nr 163, vers 4-7)
- 274 Allt är redo, fallna släkte
- 275 Miskundlig Gud, låt nådens sol upprinna Finns på Wikisource. (1819 nr 165, vers 6-9)
- 276 Skingra, Gud, all tvivlans dimma (1819 nr 168, vers 4-5)Finns på Wikisource.
- 277 Vart flyr jag för Gud och hans eviga lag Finns på Wikisource.
- 278 Varthän skall jag dock fly
- 279 Av djupets nöd, o Gud, till dig Finns på Wikisource.
- 280 Hjälp mig, min Gud, ack, fräls min själ (1819 nr 184, vers 5-6)
- 281 Min synd, o Gud
- 282 Mitt skuldregister när
- 283 Bort, mitt hjärta, med de tankar Finns på Wikisource.
- 284 Skapa i mig, Gud, ett hjärta
- 285 Var är du, var är du
- 286 Här kommer en främling
- 287 Vem klappar så sakta
- 288 Herren står vid hjärtats dörr
- 289 Se, Jesus står vid hjärtats dörr
- 290 O Gud, ditt rike ingen ser
- 291 Tvivlan ur min själ försvinne
- 292 Ack, visste du, mänska
- 293 Har du frid
- 294 Kom, o syndare, du arme
- 295 Har du mod att följa Jesus Finns på Wikisource.
- 296 Bygger du ditt hus på sanden
- 297 Kom hem, kom hem
- 298 Det var nittionio gömda väl Finns på Wikisource.
- 299 Var och en som hör
- 300 O du som ännu i synden drömmer
- 301 Öppet står Jesu förbarmande hjärta Finns på Wikisource.
- 302 Än är det rum i såren röda
- 303 Just som jag är, ej med ett strå Finns på Wikisource.
- 304 Skulden är gäldad
- 305 Hör, o själ! En röst från höjden
- 306 Kom, vilsna själ, som irrar här
- 307 En blick på den korsfäste livet dig ger Finns på Wikisource.
- 308 Den port är trång och smal den stig Finns på Wikisource.
- 309 Det finns en port, som öppen står Finns på Wikisource.
- 310 Det givs en tid för andra tider
- 311 Se, Herren bjuder evigt liv åt dig
- 312 Vi dröjer du ännu, min broder
- 313 Jesus, full av kärlek, ropar
- 314 Är det ödsligt och mörkt och kallt
- 315 Varför icke i dag, varför tvekar du än
- 316 Våga dig dristelig
- 317 Vem som helst kan bli frälst Finns på Wikisource.
- 318 Den store läkaren är här Finns på Wikisource.
- 319 Lämna dig helt åt Jesus Finns på Wikisource.
- 320 Du betungade själ
- 321 Kom och se, kom och se
- 322 Den Sonen haver, han haver livet
- 323 Lever du det nya livet
- 324 Bröllopet tillrett står
- 325 Det finns ett hjärta
- 326 Sorgsna själ, eho du är
- 327 O, låt med kraftigt ljud
- 328 Ring i himlens klockor Finns på Wikisource.
- 329 Än finns det rum
- 330 Du som din skatt på jorden äger
- 331 Jag gav mitt liv i döden
- 332 Dyra själ, har det dig smärtat
- 333 Den porten är vid
- 334 Ack, visste du
- 335 Misströsta ej, att Gud är god
- 336 Ej långt, ej långt från Guds rike
- 337 Har du till din Fader gått
- 338 Det går en väg till himlens land
- 339 Så vida kring jord
- 340 Se, öppen står Guds fadersfamn
- 341 Har du intet rum för Jesus
- 342 Kom, du som trycks av synd och skuld
- 343 Vad synes dig om Kristus
- 344 Säg mig den vägen Finns på Wikisource.
- 345 Ofta i kvällens tystaste timma

### Nådens ordning: Trosliv och helgelse
- 346 Med Gud och hans vänskap Finns på Wikisource.
- 347 Ängsliga hjärta, upp ur din dvala Finns på Wikisource.
- 348 Var jag går i skogar, berg och dalar Finns på Wikisource.
- 349 Jag har en trofast Fader
- 350 Hur salig är den lilla flock
- 351 Den korta stund jag vandrar här Finns på Wikisource.
- 352 Tryggare kan ingen vara Finns på Wikisource.
- 353 Trygg i min Jesu armar
- 354 Min omsorg, Herre, vare den Finns på Wikisource.
- 355 O, sök ej hjälp hos andra
- 356 Ack, kände du, Herre, den darrande hand
- 357 Ack salig, ack salig den själen, som tror
- 358 Jag sökte ro i världen
- 359 Jag behöver dig, o Jesus, ty jag har blott synd i mig Finns på Wikisource.
- 360 Så eländig jag är
- 361 Tag ingenting undan
- 362 För intet, för intet jag undfått Guds nåd
- 363 O djup av barmhärtighet
- 364 O vad sällhet det är
- 365 Jag nu den säkra grunden vunnit
- 366 Välsignad min trofaste Herre och Gud
- 367 O syndaförlåtelse, dyrbara skatt
- 368 Syndernas förlåtelse
- 369 Min enda fromhet inför Gud
- 370 Ser jag på mig, då måste jag förskräckas
- 371 Jag blickar med salig förundran
- 372 Rättfärdighet i Jesu blod
- 373 Nu är min träldom slut
- 374 Vad det är gott, o Jesus
- 375 Tack vare dig, Jesus, min Frälsare god
- 376 Statt upp, min själ, var nu evigt glader
- 377 Är det sant att Jesus är min broder Finns på Wikisource.
- 378 Nämn mig Jesus, han är livet
- 379 O vad är väl all fröjd på jorden
- 380 Jesu, din ljuva förening att smaka
- 381 Jesus, du mitt hjärtas längtan Finns på Wikisource.
- 382 O Herre Jesus, vid ditt hjärta
- 383 Min bön förstummas
- 384 Vid Jesu hjärta, där är lugnt
- 385 Det är min ro på Jesus tro
- 386 Min själ nu love, prise Herran
- 387 Hur saligt att få vila
- 388 Jag är ett svagt och hjälplöst lamm
- 389 På gröna ängar, till lugna vatten
- 390 Herren är min herde god Finns på Wikisource.
- 391 Lär mig, Gud, i trone vandra
- 392 Vad är att tro, vem kan det väl förklara
- 393 Hur underligt, Herre, du förer din brud
- 394 Flyg som en fågel till bergen
- 395 Alltid salig, om ej alltid glad Finns på Wikisource.
- 396 Kom till mitt kalla, domnade sinne
- 397 Bevara mitt hjärta, o Herre
- 398 Över Galileas hav
- 399 Vik ej ur mitt hjärta
- 400 O Jesus, du som tro i hjärtat väcker
- 401 Jag är ej mer min egen Finns på Wikisource.
- 402 Herre, för allt gott du ger
- 403 Giv mig nåd i enfald akta
- 404 Gud är din Fader, tro honom blott
- 405 Jag arma barn, som litet har erfarit
- 406 Herre, ditt ord är mitt fäste i nöden
- 407 En liten stund med Jesus Finns på Wikisource.
- 408 Lägg ned ditt bekymmer
- 409 O min Frälsare, som av idel nåd
- 410 Vart du går, o, låt mig följa
- 411 Hjälp mig, o Jesus, att framåt jag ilar
- 412 Jesus, lär mig efterfölja
- 413 Herre, mitt hjärta
- 414 Så mörk är ej natt
- 415 Är vägen besvärlig
- 416 Jag kastar det allt på Jesus
- 417 Vänta efter Herren
- 418 Stilla, o, var stilla
- 419 Stilla, ja, allt mera stilla
- 420 Jesus, hjälp mig vandra
- 421 Bliv i Jesus, vill du bära frukt Finns på Wikisource.
- 422 Jag har en krona att förlora
- 423 Fatta mod, min broder
- 424 Jesus, gör mig liten, ringa
- 425 En korsfäst konung höves
- 426 Korset är de kristnas broder
- 427 Lova Herren, min själ Finns på Wikisource.
- 428 Ack, hur lycklig är ej den
- 429 Blott en dag Finns på Wikisource.
- 430 Alla Herrens vägar äro godhet, sanning, trofasthet Finns på Wikisource.
- 431 Hav tack, o Gud, för all den nåd
- 432 O Herre, Herre, led du varje steg
- 433 Välj du åt mig
- 434 Vad du vill, jag skall försaka
- 435 Är det ringa kall att tjäna
- 436 Blyges du för Herren Jesus
- 437 Lammets folk och Sions fränder Finns på Wikisource.
- 438 Framåt i Jesu namn
- 439 Alla löpa de, men en får lönen
- 440 Herre, gör mig stilla
- 441 Mer helighet giv mig Finns på Wikisource.
- 442 O hur kärleksfull, hur vänlig
- 443 Hos kristna det inre, förborgade livet
- 444 Måste ock av törnen vara Finns på Wikisource.
- 445 Jesu, du min fröjd och fromma Finns på Wikisource.
- 446 Till dig jag ropar, Herre Krist
- 447 Jesus är min vän den bäste Finns på Wikisource.
- 448 Jesus är mitt liv och hälsa Finns på Wikisource.
- 449 Jesus allt mitt goda är
- 450 Jesus är min hägnad
- 451 Av hjärtat haver jag dig kär
- 452 Var glad, min själ, hav Herren kär (Nr 230, vers 6-8, 1819)
- 453 Ack, min själ, hav gladligt mod
- 454 Min själ och sinne, låt Gud råda
- 455 Gud sina barn med vishet leder Finns på Wikisource.
- 456 Glädje utan Gud ej finnes
- 457 Uti din nåd, o Fader blid Finns på Wikisource.
- 458 Tänk på honom som var frestad
- 459 Oss kristna bör tro och besinna
- 460 O min Jesu, dit du gått
- 461 Jesu, gör mig så till sinnes
- 462 Vaka, själ, och bed Finns på Wikisource.
- 463 Upp, kristen, upp till kamp och strid Finns på Wikisource.
- 464 Förfäras ej, du lilla hop Finns på Wikisource.
- 465 Befall i Herrens händer Finns på Wikisource.
- 466 Tag det namnet Jesus med dig Finns på Wikisource.
- 467 Tänk, en sådan vän som Jesus Finns på Wikisource.
- 468 Jag hörde Jesus säga
- 469 För mig till den klippan höga
- 470 Vid Jesu hjärta är min vilostad
- 471 När den arma jordens tid förgår Finns på Wikisource.
- 472 Ack, varföre gråta Finns på Wikisource.
- 473 Du ömma fadershjärta Finns på Wikisource.
- 474 Jag har en vän, en trofast vän
- 475 Jag lyfter mina ögon upp till bergen
- 476 Stilla dig, mitt sorgsna hjärta
- 477 O hur lycklig är den, som är Frälsarens vän
- 478 Om faror förfära
- 479 Aldrig är jag utan fara
- 480 Herren hjälper, sjöng kung David
- 481 Bergen må vika
- 482 Alla dagar, så han sagt
- 483 Jag är ej glömd
- 484 Min vän är skön
- 485 Det är min tro, att Jesus ser
- 486 Hur gott att ha ett fäste
- 487 Fram en suck sig smyger
- 488 Nu vill jag sjunga om modersvingen
- 489 Min framtidsdag är ljus och lång Finns på Wikisource.
- 490 Ack Jesus, jag längtar att helt bliva din
- 491 Du som av kärlek varm Finns på Wikisource.
- 492 Jesus, du min vän den bäste
- 493 Tätt vid korset, Jesus kär
- 494 Dig, min Jesus, vill jag följa
- 495 Var stund jag dig behöver
- 496 Mig utrannsaka, Gud, min Gud
- 497 Jag vill kämpa, jag vill strida
- 498 O min Fader, tag mig, gör mig
- 499 O att min levnad kunde bli
- 500 Frälsare, tag min hand Finns på Wikisource.
- 501 Helga min själ och sinn
- 502 O, ägde jag ett hjärta rent
- 503 Älsken storligen varandra
- 504 I mänskors barn, som alla ägen Finns på Wikisource.
- 505 Såsom hjorten törstig längtar
- 506 Herre, om stundom med hjälpen du dröjer
- 507 O, vi frågar du så ofta
- 508 Nu lov och pris
- 509 Närmare, Gud, till dig Finns på Wikisource.
- 510 Närmare ständigt, tätt intill dig
- 511 Närmare, o Jesus Krist, till dig
- 512 Om jag ägde allt men icke Jesus
- 513 Allt för Jesus, allt för Jesus
- 514 Gud skall föra
- 515 Du som kom att oss försona
- 516 Lägg min sak uppå ditt hjärta
- 517 Fattig men dock rik Finns på Wikisource.
- 518 Om dagen vid mitt arbete Finns på Wikisource.
- 519 Det betyder föga här i världen
- 520 Led, milda ljus
- 521 Jesus, du som blodet har gjutit
- 522 Alla tvivel bär till Jesus Finns på Wikisource.
- 523 Dyraste Jesus, dig vill jag älska Finns på Wikisource.
- 524 En gång med Jesus på korset jag dog
- 525 Hela vägen går han med mig Finns på Wikisource.
- 526 Invid din stungna sida
- 527 Frid, verklig frid, bland jordens synd och strid
- 528 Min Jesus, du vill skänka ro
- 529 Jesus, Jesus, han allena målet för min längtan är
- 530 Gud är trofast, vare det din borgen
- 531 Jesus, det renaste Finns på Wikisource.
- 532 Herre, med kraft ifrån höjden bekläd mig Finns på Wikisource.
- 533 O Herre, till vem skulle vi då gå hän
- 534 Väl mig, nu till borgen jag hunnit
- 535 I kära Guds barn, I, som troslivet öven
- 536 Guds barn jag är Finns på Wikisource.

## Mission
- 537 Din spira, Jesu, sträckes ut Finns på Wikisource.
- 538 Ditt ord, o Jesus, skall bestå Finns på Wikisource.
- 539 Din sak det är, o Jesu Krist

### Inre mission
- 540 Vår store Gud gör stora under
- 541 O, var äro de, som på Andens bud
- 542 Vad är all lust på jorden
- 543 Gör det lilla du kan
- 544 Guds rikes sommar
- 545 O tänk när i Guds fröjdesal
- 546 Rädda de döende Finns på Wikisource.
- 547 Säg mig, o broder
- 548 Verka tills natten kommer
- 549 Lyft den högt, den vita fanan
- 550 Har du till Jesus kommit

### Yttre mission
- 551 Väldigt går ett rop över land, över hav
- 552 Tusen, tusen själar sucka
- 553 Du för vars allmaktsord
- 554 Tillkomme ditt rike Finns på Wikisource.
- 555 För hedningarnas skara
- 556 Ren bådar morgonstjärnan
- 557 Ditt verk är stort
- 558 I fjärran mörka länder
- 559 O Jesus, när jag tänker på
- 560 Till polens kalla gränser Finns på Wikisource.
- 561 Kärlek av höjden
- 562 O Jesus, kärleksrike
- 563 O Herre, vår Herre, vår Konung och Gud
- 564 Fader, förbarma dig, Hedningarnas skaror
- 565 Högt välsignade I varen
- 566 Välsigna, o Fader, de vittnen du sänt
- 567 Genom lidande till seger Finns på Wikisource.
- 568 Herrens ord går fram i världen
- 569 Så långt som havets bölja går Finns på Wikisource.
- 570 Myllrande skaror
- 571 Seklernas väkter så dröjande skrida
- 572 Upptänd ditt ljus, o Helge And
- 573 Jesus, du från korset sträcker
- 574 Hednavärldens långa natt
- 575 Vi måste hava flera med
- 576 Jag hör mångtusen röster klinga
- 577 Med fröjd gå åstad
- 578 Jesu, vår konungs, rike på jorden
- 579 Framåt, framåt går ett tåg
- 580 Förtröttas ej, du lilla kämpaskara
- 581 Dig, o Fader, vi åkalla
- 582 Hav tålamod ännu en tid
- 583 När Guds församling firar
- 584 Gud, du hörer böner
- 585 Du ljusets kämpaskara

### Sjömansmission
- 586 Evigt strålar Faderns kärlek Finns på Wikisource.
- 587 Gör vad du kan för de kämpande skaror
- 588 O Herre över land och hav
- 589 Välsigna det ord, som sås ut under bön
- 590 Gud, som över folk och länder
- 591 Jesus, giv eld i vart hjärta

## Ungdom
- 592 Värj din tro
- 593 O du sköna ungdomstid
- 594 Vig din dyrbara ungdomstid
- 595 Ungdom i världen Finns på Wikisource.
- 596 Vill du gå med till Jesus
- 597 I den ljusa morgonstunden Finns på Wikisource.
- 598 Lev för Jesus, intet annat Finns på Wikisource.
- 599 I livets vår hur skönt att få Finns på Wikisource.
- 600 Stå upp, stå upp för Jesus Finns på Wikisource.
- 601 Yngling, som går ut i världen
- 602 När sanningens Ande dig söker så blid
- 603 Giv din ungdomsdag åt Jesus Finns på Wikisource.
- 604 Tänk uti din ungdoms dagar
- 605 Gud, min Fader, dig jag vill
- 606 Hur härligt det är uti ungdomens vår
- 607 Pärlor sköna, ängder gröna Finns på Wikisource.
- 608 Framåt, Kristi stridsmän!
- 609 O, säg ett ord om Jesus
- 610 Upp, kamrater
- 611 Herre Je, sus, tag mitt hjärta
- 612 Härliga lott att i ungdomens dagar
- 613 Ungdomsskara, som i fara
- 614 Herre, led din unga skara
- 615 O, öppna ditt hjärta för Herren
- 616 Du himlens Herre, inför dig
- 617 Har du börjat, o, gå ej tillbaka
- 618 Herre jag beder Finns på Wikisource.
- 619 Herre, se från det höga
- 620 Gode Jesus, får jag vara
- 621 Låt synden ej råda Finns på Wikisource.
- 622 Kan du giva ditt hjärta för tidigt åt Gud Finns på Wikisource.
- 623 Jesus måste jag ha med mig Finns på Wikisource.
- 624 Ringa vattendroppar
- 625 Skynda till Jesus, Frälsaren kär Finns på Wikisource.
- 626 Ett litet fattigt barn jag är Finns på Wikisource.
- 627 När han kommer, när han kommer Finns på Wikisource.
- 628 Det blir något i himlen Finns på Wikisource.

## De kristnas hopp

### Pilgrims- och hemlandssånger
- 629 Jag är en gäst och främling Finns på Wikisource.
- 630 Jag är främling
- 631 Jag är en pilgrim här Finns på Wikisource.
- 632 Jesus, låt din rädda duva
- 633 Herre, fördölj ej ditt ansikte för mig Finns på Wikisource.
- 634 Så tag nu mina händer
- 635 Bida blott, bida blott Finns på Wikisource.
- 636 Hela vägen vill han vara
- 637 Du lilla skara Finns på Wikisource.
- 638 Ack, vilken rikedom och tröst Finns på Wikisource.
- 639 Låt mig gå
- 640 Jerusalem, Jerusalem som ovantill är byggt
- 641 O, jag vet ett land, bortom tidens strand Finns på Wikisource.
- 642 Själen har i världen
- 643 Till fridens hem
- 644 Jag slipper väl en gång i svallen att ro
- 645 O, jag vet en gång
- 646 Hemma, hemma få vi vila
- 647 I djupet av mitt hjärta Finns på Wikisource.
- 648 Lär mig, du skog, att vissna glad Finns på Wikisource.
- 649 O, att få hemma vara
- 650 Staden där ovan är härlig
- 651 O land, du sälla andars land Finns på Wikisource.
- 652 Jag vill sjunga en sång om det saliga land
- 653 Himlen är mitt hem
- 654 En morgon utan synd jag vakna får Finns på Wikisource.
- 655 Det blir, det blir en julhelg glad
- 656 Hos Gud är idel glädje Finns på Wikisource.
- 657 Tänk när en gång den dimma är försvunnen Finns på Wikisource.
- 658 Mötas vi på andra stranden
- 659 Få vi samlas uppå stranden
- 660 Vi få mötas i Eden en gång
- 661 O Jesus kär, när vill du hämta mig Finns på Wikisource.
- 662 O vad salighet Gud vill skänka
- 663 Utan synd, ack, saliga ord
- 664 Stilla, stilla, låt din stridssång tystna
- 665 Eja, mitt hjärta, hur innerlig
- 666 Jag är främling här
- 667 Han leder mig
- 668 Giv mig den frid som du, o Jesus, giver Finns på Wikisource.
- 669 O, hur saligt att få vandra Finns på Wikisource.
- 670 Se uppåt, trötte, trängde broder
- 671 Hur ljuvlig mången gång
- 672 Till det härliga land ovan skyn Finns på Wikisource.
- 673 Till det höga ser mitt öga Finns på Wikisource.
- 674 O, jag vet ett land där Herren Gud
- 675 På Sions berg där står ett slaktat Lamm Finns på Wikisource.
- 676 Det står Guds folk en sabbatsvila åter
- 677 Ack saliga hem hos vår Gud Finns på Wikisource.
- 678 O, jag vet ett land bortom tidens strand
- 679 Ur stormarna ser jag en avlägsen hamn
- 680 Jesu kära brud
- 681 Vad det blir gott att landa
- 682 Fjärran ett land jag vet
- 683 Jag har ett hem, ett himmelskt hem
- 684 Se, vi gå uppåt till Jerusalem
- 685 Hemlandstoner mäktigt ljuda
- 686 Härlig är jorden Finns på Wikisource.
- 687 När jag från mödans och prövningens land
- 688 Ljus efter mörker Finns på Wikisource.

### Kristi återkomst
- 689 Vaker upp! en stämma bjuder Finns på Wikisource.
- 690 Nattens skuggor sakta vika Finns på Wikisource.
- 691 Vaknen, väktarropet skallar
- 692 Om han komme idag
- 693 Han kommer, vår Jesus, välsignade tröst
- 694 Ack, saliga dag, som i hoppet vi bida
- 695 Liksom fågeln redo är
- 696 Med våra lampor redo

### Uppståndelsen, domen och det eviga livet
- 697 Jag går mot döden var jag går Finns på Wikisource.
- 698 I Kristi sår jag somnar in
- 699 O Jesu, när jag hädan skall Finns på Wikisource.
- 700 Se, tidens timglas sjunker Finns på Wikisource.
- 701 I himmelen, i himmelen Finns på Wikisource.
- 702 I hoppet sig min frälsta själ förnöjer Finns på Wikisource.
- 703 O hoppets dag, som klarnar opp
- 704 När natten försvinner från skuggornas land
- 705 Så skön går morgonstjärnan fram Finns på Wikisource.
- 706 En dalande dag, en flyktig stund Finns på Wikisource.
- 707 Ack kära! så säg, huru slapp du så väl igenom Finns på Wikisource.
- 708 En dag skall uppgå för vår syn Finns på Wikisource.
- 709 Yttersta dagen rätt fröjdefull bliver Finns på Wikisource.

## Vid särskilda tillfällen

### Morgon och afton
- 710 Din klara sol går åter opp Finns på Wikisource.
- 711 Nu lovar min själ dig, Jesus, min vän
- 712 Den signade dag Finns på Wikisource.
- 713 Pris vare Gud som låter
- 714 Vi tacka dig så hjärtelig
- 715 Dig skall min själ sitt offer bära Finns på Wikisource.
- 716 O hur skönt att väckas
- 717 Kom, Helge Ande, kom i dag
- 718 Herrens nåd är var morgon ny Finns på Wikisource.
- 719 Du käre, gode Fader
- 720 Min Gud och Fader käre Finns på Wikisource.
- 721 O Jesu, du min tröst och frid
- 722 Med Jesus i hjärtat
- 723 Vak upp, min själ, giv ära
- 724 Vak upp, min själ, och var ej sen
- 725 Kväll eller morgon
- 726 Så går en dag än från vår tid Finns på Wikisource.
- 727 Bred dina vida vingar Finns på Wikisource.
- 728 När dagens hetta svalkas
- 729 När hela jorden sover
- 730 Hav tack, du käre Herre Finns på Wikisource.
- 731 Nu är en dag framliden Finns på Wikisource.
- 732 Nu haver dagen ända
- 733 O Gud, som allt med vishet styr
- 734 Var nu redo, själ och tunga
- 735 När dagens värv vi sluta
- 736 I den stilla aftonstund
- 737 Bliv kvar hos mig - se dagens slut är när Finns på Wikisource.
- 738 Aftonsolen sjunker bakom bergen
- 739 Den ljusa dag framgången är
- 740 Skönt det är i kvällens timma Finns på Wikisource.
- 741 Som den trötta duvan flyger
- 742 Din sol går bort
- 743 Nu vilans timme inne är
- 744 När allt omkring mig vilar

### Vilodagen
- 745 Sabbatsdag, hur skön du är Finns på Wikisource.
- 746 Sabbatsmorgon nu mig väcker
- 747 Långt bort från världen tanken flyr
- 748 Salig är den stilla stunden
- 749 Hör, sabbatsklockan ljuder
- 750 Mitt hjärta, Jesu, denna dag
- 751 Nu vilans dag förflutit

### Årets tider
- 752 Den blomstertid nu kommer Finns på Wikisource.
- 753 Den gröna jord är ung på nytt
- 754 Nu är det vår
- 755 O, vad världen nu är skön
- 756 Vi tacka dig, o Fader kär
- 757 I denna ljuva sommartid Finns på Wikisource.
- 758 Djupt sjunker året i sin gång Finns på Wikisource.
- 759 Så glänsande vitt ett täcke av snö

### Konung och fosterland
- 760 Bevara, Gud, vårt fosterland Finns på Wikisource.
- 761 Ära ske Herren
- 762 O Konung, över alla stor
- 763 Förgäves all den omsorg är
- 764 Se, huru gott och ljuvligt är
- 765 Konung och rike, Herre, beskydda
- 766 Gud, välsigna och beskydda Finns på Wikisource.
- 767 Höj din sång i toner klara Finns på Wikisource.

### Bröllop
- 768 Gud, välsigna dessa hjärtan
- 769 Himmelske Fader, välsignelse nu vi begära
- 770 Gud, se i nåd till dessa två Finns på Wikisource.
- 771 Välsignat är det hem förvisst
- 772 Jag vet en hälsning mera kär Finns på Wikisource.

### Sjuka och sörjande
- 773 Jesus, var nära
- 774 Till dig, o Jesus Krist
- 775 Jesu, dig i nåd förbarma
- 776 Värdes i din vård oss taga
- 777 Slutad är striden
- 778 Saliga de som ifrån världens öden Finns på Wikisource.

### Invigning av bönhus
- 779 Själv oföränderlig och en
- 780 Herre, värdes skaror samla
- 781 Gud, som all vishets källa är
- 782 Sanningens Ande, som av höjden talar Finns på Wikisource.
- 783 O Herre, låt din ära

### Bordsång
- 784 I Jesu namn till bords vi gå Finns på Wikisource.

## Avslutning och avsked
- 785 Amen sjunge varje tunga Finns på Wikisource.
- 786 Sist få vi nu säga varandra farväl
- 787 Jesus kär, var mig när Finns på Wikisource.
- 788 Vår Herres Jesu Kristi nåd Finns på Wikisource.
- 789 Ära ske Gud, som från sin tron (nr 194:4, 1819)
- 790 Värdes, Jesu, när mig bliva(nr 205:7-9, 1819)
- 791 Nu vi skiljas, systrar, bröder
- 792 Säll är den som sina händer Finns på Wikisource.(nr 257:10-11, 1819)
- 793 O Jesu, värdes mig ledsaga Finns på Wikisource.(nr 276:6, 1819)
- 794 Tack för ditt nådesord Finns på Wikisource.
- 795 Faren väl, I vänner kära Finns på Wikisource.
- 796 Amen i himlen, amen på jord
- 797 När jag i tron min Jesus ser Finns på Wikisource.
- 798 Gud är vår tillflykt, starkhet, borg
- 799 En tillflyktsort är urtidens Gud
- 800 Dagar komma, dagar flykta Finns på Wikisource.(nr 500:5-7, 1819)